# Vittjärnen (Jörns socken, Västerbotten, 723163-170416)
Vittjärnen är en sjö i Skellefteå kommun i Västerbotten och ingår i Kågeälvens huvudavrinningsområde.